# ナンシー・ウェイク
ナンシー・ウェイク（Nancy Grace Augusta Wake、1912年8月30日 - 2011年8月7日）は、第二次世界大戦末期にイギリス特殊作戦執行部に所属していたエージェントである。彼女はフランスレジスタンス組織マキのリーダー的な人物で、連合国から最も勲章を授与された婦人軍人の1人である。1940年にフランスが崩壊した後、フランスレジスタンスの運び屋になり、後にイアン・ガロウ大尉の逃走ネットワークに参加した。1943年まで、ドイツ秘密国家警察ゲシュタポの最重要指名手配者となっており、その首には5百万フランの賞金がかけられた。
ロンドンに訪れた後、イギリス特殊作戦執行部に加わった。1944年4月29日から30日にかけての夜に、占領されているフランスオーヴェルニュ地域圏にパラシュート降下し、トロンセの森にいるHenri Tardivat大尉に率いられたマキとロンドンの間の連絡役となった。1944年からフランス解放まで、7,000人以上のマキメンバーは、2.2万人のドイツ兵士と戦い、死傷者は1400人であったが、マキメンバーはそのうちの100人に過ぎなかった。

## 生涯

### 誕生から戦争直前まで
1912年8月30日に、ニュージーランド、ウェリントンローズニースで6人兄弟の末子として生まれた。1914年にオーストラリアのノースシドニーに移り住んだ。その後、彼女の父チャールズ・アウグストゥス・ウェイクはニュージーランドに戻り、母親エラ・ウェイク（旧姓Rosieur、1874-1968）は子供を育てるために残った。
シドニーで、ウェイクはNorth Sydney Household Arts (Home Science) Schoolに在学した。16歳になると、彼女は家から逃げ出し、看護師として働いた。彼女は叔母から相続した200ポンドで、ニューヨーク市、そしてロンドンに渡り、ジャーナリストとしての勉強をした。
1930年代、彼女はパリで働き、その後ハーストニュースペーパーのヨーロッパ特派員として働いた。そしてアドルフ・ヒトラーとナチズムの台頭と「ウィーンの路上でうろつき無差別にユダヤ人の男女を叩くナチの暴漢」を目撃した。
1937年、ウェイクは裕福なフランスの実業家 Henri Edmond Fiocca（1898-1943）と出会い、1939年11月30日に結婚した。彼女が住んでいたのはフランスのマルセイユで、後にドイツに侵略されることになる。

### 第二次世界大戦期
フランスレジスタンス時代
1940年のフランスの崩壊後、彼女はフランスレジスタンスの運び屋になり、後にイアン・ガロウ大尉の逃走ネットワークに加わった。逮捕を逃れる彼女の能力に対して、ゲシュタポはWhite Mouseと呼んだ。レジスタンスはゲシュタポに電話を傍受されたり、郵便を途中で奪われるような幾度も危険にさらされる彼女の任務に注意を払った。
1942年11月、連合軍のアフリカ北部に対するトーチ作戦後、ドイツ国防軍の兵隊はフランス南部を占領した。これによって、ドイツはフランスヴィシー政権の書類を制限なく閲覧できるようになり、ウェイクの生活はより危険にさらされるようなった。
1943年まで、彼女はゲシュタポの最重要指名手配者となっており、その首には5百万フランの賞金がかけられた。元レジスタンスのハロルド・コールの裏切りで、逃走ネットワークの運用に関わっていた人々が告発された際、彼女はマルセイユから逃亡することに決めた。彼女の夫はマルセイユに留まったが、後にゲシュタポに捕まり、拷問され処刑された。ウェイクは「途中で化粧少しに少しのお酒、ドイツの警戒区域を通る時にウィンクし『取り調べても何もないわよ？』と声をかける。神様、なんとも私は軽薄で少し嫌な人間でした。」と駆け引きを記している。戦争が終わるまで、彼女は夫の死を知らず、その後、自分自身を責めた。
ウェイクはトゥールーズで逮捕されたが、その後開放された。レジスタンスのメンバーAlbert Guérisseが機転を利かせ、彼女の夫への不倫と思われる話を持ち出し彼女を逃がした。6回目の挑戦で、彼女はピレネー山脈を超えスペインにたどり着いた。
イギリス特殊作戦執行部（SOE）
イギリスに到着すると、特殊作戦執行部に加入した。SOEで働いていたヴェラ・アトキンスは、彼女を「本当にオーストラリアのかわいこちゃんだった。すごく活力があり、目が輝いていた。あらゆる事を、すべて上手くやっていた。」と思い出を語った。訓練報告書によれば「とても早く良い射撃をしている」、野外生活に必要な技術もとても優れたものを持っていた。「彼女の強靭な性格と明るさで男連中は赤っ恥をかいていた」と記されていた。
1944年4月29日から30日の間の夜、ウェイクはオーヴェルニュにパラシュート降下し、トロンセの森にいるHenri Tardivat大尉に率いられたレジスタンス軍団マキとロンドンの間の連絡役となった。彼女とパラシュートが木に絡んでいるのを発見したとき、Tardivat大尉は「今年のフランスのすべての木が、このような美しい実を結ぶことを願う」と挨拶し、ウェイクは「ふざけんな糞フランス人」とやりかえした。
彼女の任務は、パラシュートで降ろされた装備と武器を配備し、組織の資産の世話も含まれていた。兵員の募集も行い兵力を増強させるのにも貢献した。また彼女はモンリュソンのゲシュタポ地方本部やドイツ施設への攻撃で兵を率いた。ある時、ウェイクは部下がドイツのスパイだった女の子を保護していることを発見した。部下たちは冷酷に彼女を殺すことが出来なかったが、ウェイクは処刑を力説し部下たちは屈服した。
1944年からフランス解放まで、7,000人以上のマキメンバーは、2.2万人のドイツ兵士と戦い、死傷者は1400人であったが、マキメンバーはそのうちの100人に過ぎなかった。彼女のフランスの仲間、特にHenri Tardivatは彼女のファイティングスピリットを称賛し、襲撃中に警報を出させないよう素手でSS衛兵を殺した時のことを詳細に話題にした。1990年代のテレビのインタビューで、彼女を発見した衛兵隊に何が起こったのか尋ねられたとき、単に彼女の喉の上で指を横にずらし「SOEではジュウドーチョップを学び練習させられた。けど、実際に使ったのはあの時の一度ぐらいで、ぴしゃりと打ったが、彼を殺すには十分だった。本当にびっくりしたわ。」とコメントした。
ある時は、ドイツの襲撃で破棄せざる得なかった無線オペレーターの暗号を置き換える為、いくつかのドイツの検問所を通過し500 km(310 mi)を自転車で走り抜けた。ドイツ軍の別のマキに対する攻撃では、ウェイクは2人のアメリカ人将校とともに、リーダーが殺された部隊を指揮し、制圧射撃の指示を出した。それによって、さらなる損害を出さずに、部隊の撤退を出来るようにした。

### 戦後
戦後すぐ、イギリスからジョージメダル、アメリカから自由勲章、フランスからクロワ・ド・ゲール勲章などを授与された。そして1943年、ゲシュタポが彼女の居場所を聞き出すため、彼女の夫を拷問し処刑していたことを知った。戦争後、彼女はパリとプラハの大使館に付随する英国空軍省の情報局に勤めた。
1949年のオーストラリア連邦選挙で、オーストラリア自由党候補としてシドニーのバートン選挙区の議席に立候補した。対立候補には、後に労働党の党首となるハーバート・エバットと票を競ったが、13％の差を付けられ議席を得られなかった。51年の連邦選挙で再びエバットと対戦した。当時のエバットは野党の副党首であった。その結果、エバットは250票未満の差で議席を維持した。エバットは、その後の選挙でマージンをわずかに増やし、1958年までに安全なハンター選挙区の議席に移動した。
1951年の選挙敗北後、ウェイクはイギリスに渡った。ロンドンの官庁街ホワイトホールにある空軍省の航空関係者補佐官部のインテリジェンス オフィサーとして働いた。 1957年に辞職し、その年の12月にイギリス空軍士官 John Forward と結婚した。1960年代初めに、オーストラリアに移住した。
1966年の連邦選挙のシドニーのキングスフォード・スミスの議席に自由党候補として出馬するも敗北した。1985年頃、夫婦はシドニーを離れ、シドニーのすぐ北にあるポート マッコーリーに引退した。
1985年、ウェイクは彼女の自伝「The White Mouse」を出版した。この本はベストセラーになり、何度も重版がなされた。結婚の40年後、彼女の夫 John Forward は1997年8月19日にポートマッコーリーで亡くなった。夫婦には子供はいない。
2001年、ウェイクはオーストラリアを最後にし、ロンドンに移住した。戦時中は英米軍のクラブがあったピカデリー近くの、セント・ジェームズ・プレイスのスタッフォード・ホテルに住むことにした。彼女は当時のゼネラルマネージャー、ルイス・バーデにまず最初に「血まみれの良い飲み物」を案内された。彼は彼女が開戦時に住んでいたマルセイユでレジスタンスに関わっていた人物である。朝、彼女は決まってホテルのバーにあらわれ、最初にジンとその日の強壮剤を飲んでいた。
2003年、ロンドンのリッチモンドにある高齢者施設Royal Star and Garter Homeに移り、死ぬまでそこで暮らした。ウェークは、肺感染症と診断された後、キングストン病院で2011年8月7日日曜日の夜、98歳で死亡した。彼女は死後、自分の遺灰を第二次世界大戦末期に居たモンリュソンに撒いて欲しいと要求していた。彼女の灰は、2013年3月11日、モンリュソン近郊のヴェルネ (アリエ県)村の近くに撒かれた。

## 受賞歴
| リボン                                    | 発行機関         | 説明                                | 受賞日         | 備考 |
| ----------------------------------------- | ---------------- | ----------------------------------- | -------------- | --- |
| Ribbon of the AC                          | オーストラリア   | Companion of the Order of Australia | 2004年2月22日  | この賞は、永続的な平和遺産と、紛争の時代にオーストラリアの男性と女性が払った過去の犠牲に対する地域社会の認識と理解を促進し、戦時中のナンシー・ウェイクの卓越した行動と意志と重要な貢献を認め授与された。 |
| Ribbon of the GM                          | イギリス         | ジョージ・メダル                    | 1945年7月17日  | FANY（応急看護師部隊）: フランスでの特殊作戦 |
| Ribbon of the 1939–1945 Star              | イギリス連邦     | 1939–1945 Star                      |                | [ 19 ] |
| Ribbon of the France & Germany Star       | イギリス連邦     | France and Germany Star             |                | [ 20 ] |
| Ribbon of the Defence Medal               | イギリス         | Defence Medal                       |                | [ 20 ] |
| Ribbon of the War Medal                   | イギリス         | War Medal 1939–1945                 |                | [ 20 ] |
| Ribbon of the Legion of Honor – Chevalier | フランス         | レジオンドヌール勲章シュバリエ      | 1970           | [ 21 ] |
| Ribbon of the Legion of Honor – Officier  | フランス         | レジオンドヌール勲章オフィシエ      | 1988           | [ 21 ] |
| Ribbon de la croix de guerre              | フランス         | クロワ・ド・ゲール勲章              |                | with two Palms and a Star |
| Ribbon of the PMOF                        | アメリカ         | Medal of Freedom                    |                | with Bronze Palm. (WWII期の自由勲章ブロンズパームは987人にのみ授与された) |
| Ribbon de la Médaille de la Résistance    | フランス         | Médaille de la Résistance           |                | [ 25 ] |
|                                           | ニュージーランド | Badge In Gold                       | 2006年11月15日 | Royal New Zealand Returned and Services' Association |

## 伝記
書籍
- 1956年、著：Russell Braddon ：Nancy Wake: The Story of a Very Brave Woman （ISBN 978 0 7524 5485 6）
- 1985年、自叙伝"The White Mouse"(ISBN 0725107553)
- 2001年、著：Peter FitzSimons ：Nancy Wake, A Biography of Our Greatest War Heroine (ISBN 0 7322 6919 9)：ウェイクの伝記のベストセラー　[12]
- 2011, 著：ドイツ人作家Michael Jürgs ：Codename Hélène: Churchills Geheimagentin Nancy Wake und ihr Kampf gegen die Gestapo in Frankreich. (ISBN 978-3-570-10142-1)

TV
- en:Nancy Wake (miniseries)：Russell Braddon著の伝記を基に作成されたオーストラリアのドラマシリーズ。アメリカでのタイトルは「True Colors」。ウェイクは台本のコンサルタントに参加したものの、予算などの都合で内容が書き換えられ8時間のレジスタンス物から4時間のラブストーリーになった。ウェイクは、そういった事情や事実でない部分を生涯の終わりまで批判し失望していた[27]。
- en:Wish Me Luck:1980年代後半、彼女の自叙伝を基にイギリスで2シリーズ製作された。会話の多くは彼女の自叙伝から使われている。
- 2014年、テレビジョン・ニュージーランドでドキュメンタリードラマ Nancy Wake, the White Mouse が製作された[28]。

また、映画シャーロット・グレイなど彼女の戦争体験を基にした作品も数多い。